# Andy Preciado
Andy Federico Preciado Madrigal (* 12. Oktober 1997 in Rioverde) ist ein ecuadorianischer Leichtathlet, der sich auf den Zehnkampf spezialisiert hat und in dieser Disziplin aktuell Inhaber des Landesrekordes ist.

## Sportliche Laufbahn
Erste internationale Erfahrungen sammelte Andy Preciado im Jahr 2014, als er bei den Jugendsüdamerikameisterschaften in Cali mit 7007 Punkten die Goldmedaille gewann. Zwei Jahre später siegte er mit 7162 Punkten bei den U23-Südamerikameisterschaften in Lima und 2017 konnte er seinen Wettkampf bei den Südamerikameisterschaften in Luque nicht beenden. 2018 nahm er an den Südamerikaspielen in Cochabamba teil und belegte dort mit 6796 Punkten den sechsten Platz. Anschließend gewann er bei den U23-Südamerikameisterschaften in Cuenca mit übersprungenen 2,05 m die Silbermedaille im Hochsprung hinter dem Brasilianer Jorge Luis da Graça. 2019 konnte er seinen Wettkampf bei den Südamerikameisterschaften in Lima nicht beenden und auch bei den anschließenden Panamerikanischen Spielen ebendort musste er nach dem ersten Wettkampftag aufgeben. 2021 siegte er dann mit neuem Landesrekord von 8004 Punkten bei den Südamerikameisterschaften im heimischen Guayaquil. Im Jahr darauf gewann er bei den Juegos Bolivarianos in Valledupar mit 7966 Punkten die Goldmedaille und musste anschließend seinen Wettkampf bei den Weltmeisterschaften in Eugene vorzeitig beenden. Im Oktober sicherte er sich bei den Südamerikaspielen in Asunción mit 7679 Punkten die Silbermedaille hinter dem Brasilianer Felipe dos Santos.
2023 belegte er bei den Südamerikameisterschaften in São Paulo mit 7679 Punkten den vierten Platz und musste anschließend seinen Wettkampf bei den Panamerikanischen Spielen in Santiago de Chile vorzeitig beenden. Im Jahr darauf siegte er mit 7913 Punkten bei den Ibero-Amerikanischen Meisterschaften in Cuiabá. 

## Persönliche Bestleistungen
- Hochsprung: 2,13 m, 5. Juni 2018 in Cochabamba
- Zehnkampf: 8004 Punkte, 31. Mai 2021 in Guayaquil (ecuadorianischer Rekord)